# 케제누
케제누(kédjénou)는 코트디부아르를 비롯한 서아프리카 지역에서 먹는 음식이다. 닭(또는 뿔닭)이나 큰사탕수수쥐 등 여러 가지 사냥 고기로 만든 스튜이다. 전통적으로는 "카나리"라 불리는 테라코타 냄비에 담아 장작불에 요리한다. 매운맛이 나는 음식으로, 아체케 또는 쌀밥과 함께 먹는다.

## 종류
- 케제누 드 아구티(kédjénou de agouti) – 큰사탕수수쥐 케제누
- 케제누 드 푸아송(kédjénou de poisson) – 생선 케제누[2]
- 케제누 드 풀레(kédjénou de poulet) – 닭고기 케제누[2]

## 사진 갤러리

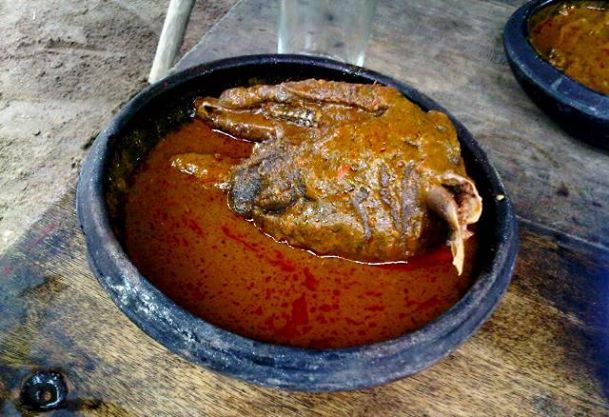
케제누 드 아구티(큰사탕수수쥐 케제누)
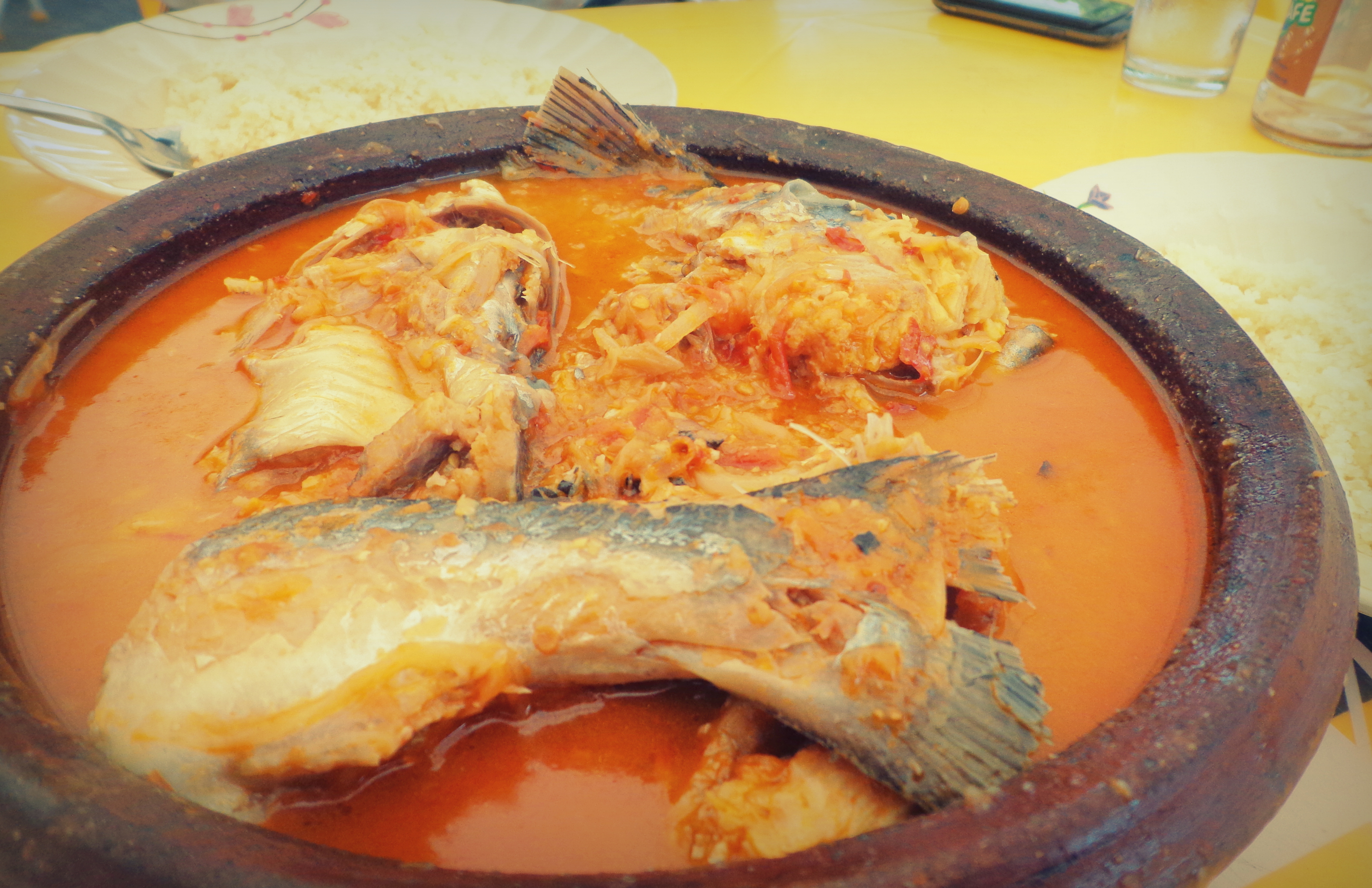
케제누 드 푸아송(생선 케제누)
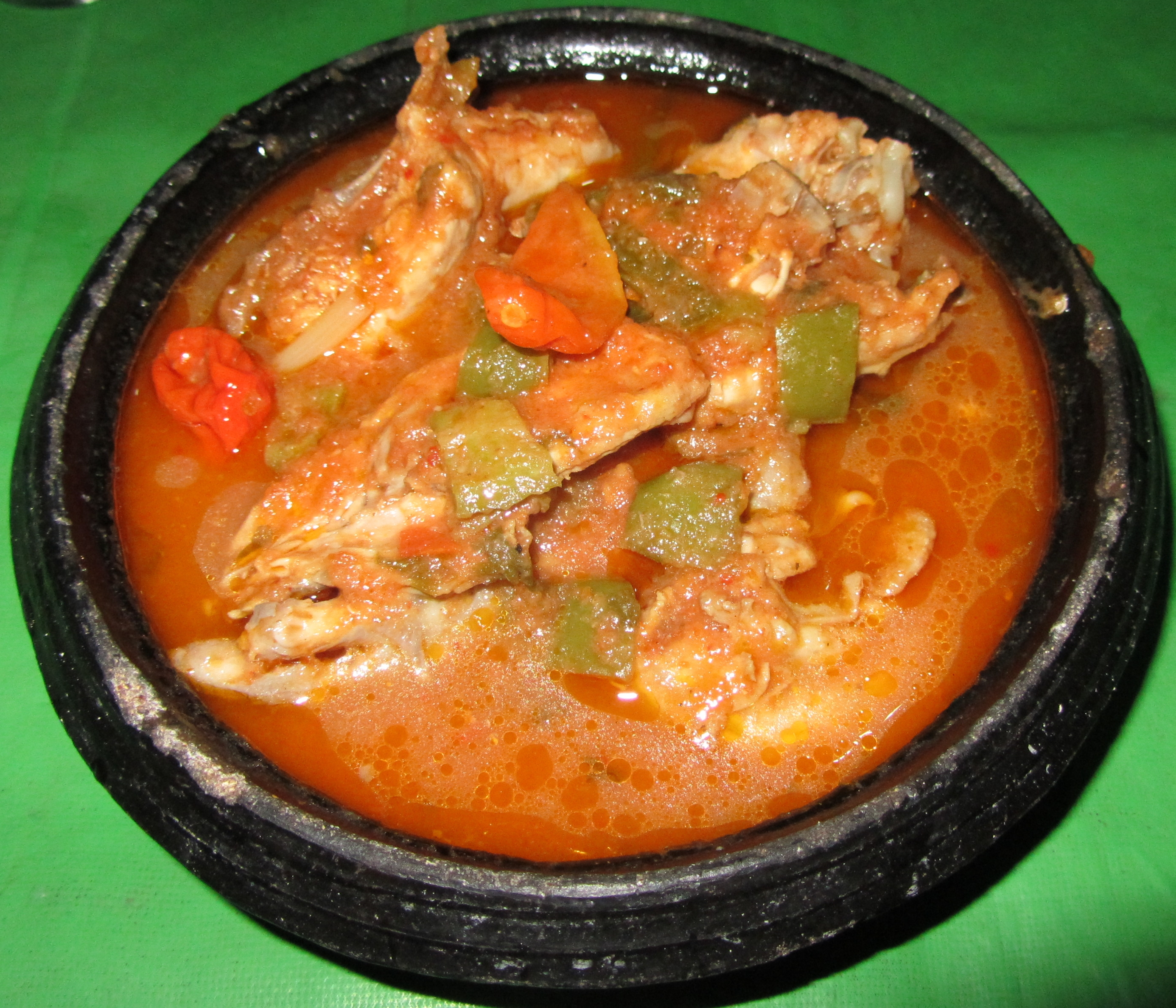
케제누 드 풀레(닭고기 케제누)
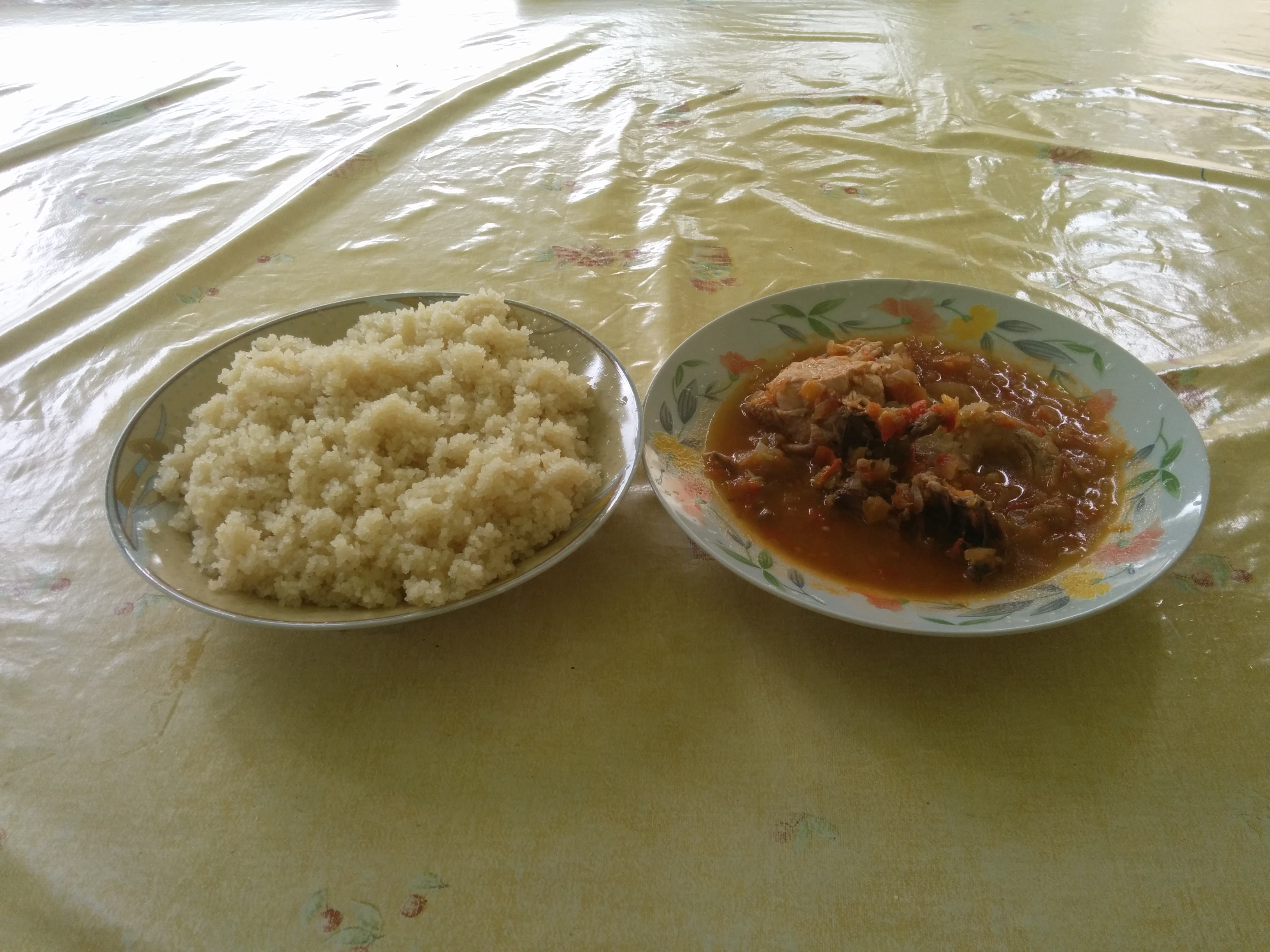
케제누와 아체케

## 같이 보기
- 코트디부아르 요리